# Banda Brigido Santamaría

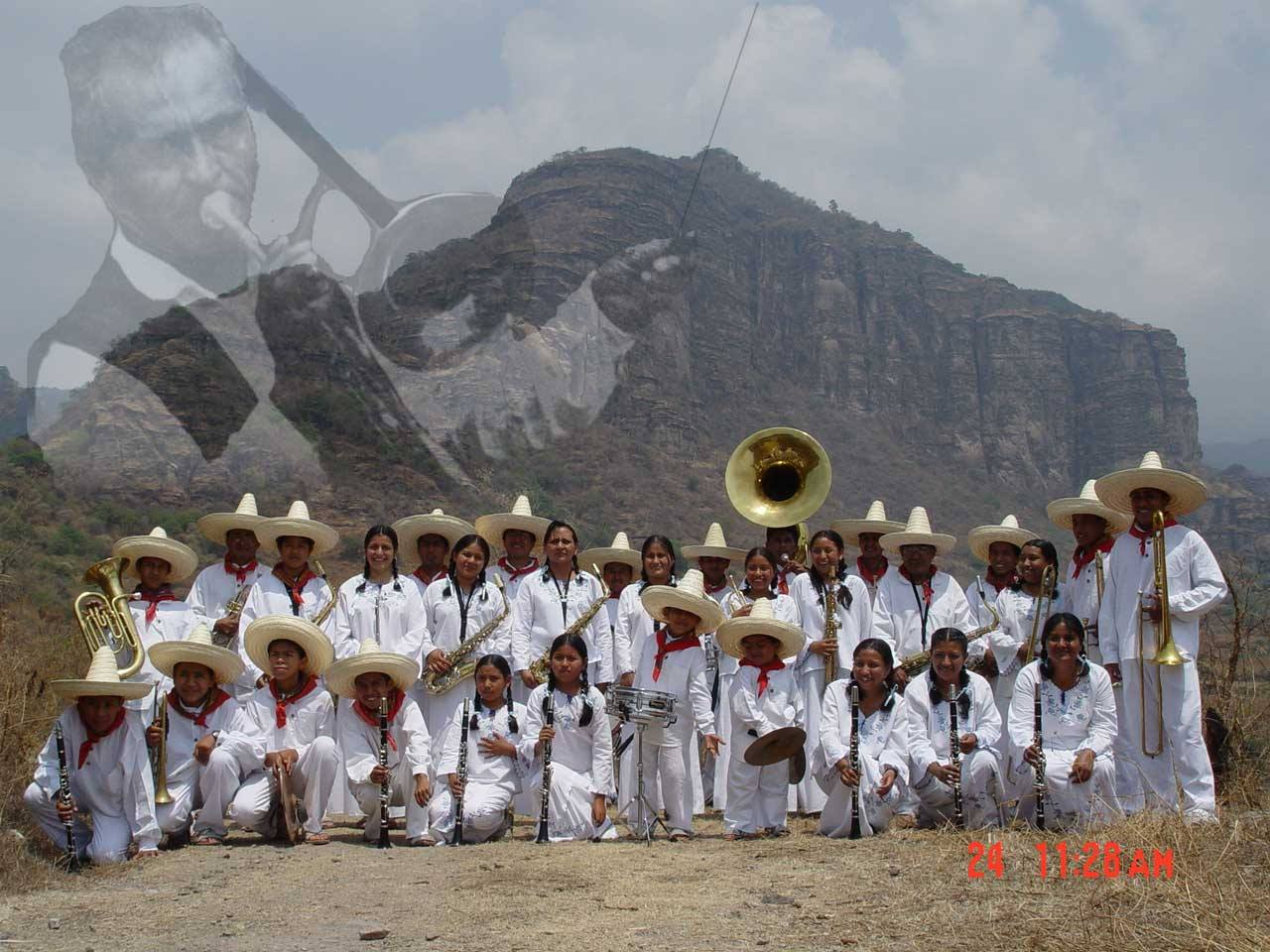
Banda Brígido Santamaría de Tlayacapan Morelos.

## Tlayacapan
Tlayacapan, está ubicado al norte del Estado de Morelos, es una comunidad de origen prehispánico que mantiene fuertemente sus raíces culturales, entre estas se destaca por su brillante tradición musical y su alfarería.

## Orígenes
La Banda Brigido Sanatamaría fue fundada en México a mediados de 1870 bajo la dirección de Vidal Santamaría, al estallar la Revolución en 1910, esta agrupación acompañó al Gral. Emiliano Zapata Salazar, siendo el director en esa época don Cristino Santamaría, uno de los hijos del viejo Vidal, que además tuvo el grado de Teniente Coronel Zapatista. La banda crece y se fortalece con don Brigido Santamaría Morales, músico creativo y talentoso que aprendió y dominó varios instrumentos de viento y percusión, formó varias bandas de música en el estado de Morelos, entre sus méritos se encuentra la notación musical de la danza de los Chinelos, sones y jarabes para los toros y marchas fúnebres, en honor a él esta banda lleva su nombre, más adelante don Brigido Santamaría cede la batuta a su hijo mayor Carlos Santamaría quien nunca se alejó del arte musical, siguiendo sus pasos y dando continuidad a este gran legado.
Don Carlos Santamaría, con el apoyo incondicional de todos sus hijos logró la recopilación de la música popular no escrita y que solo se mantuvo a través de la memoria histórica. Además cabe mencionar la labor educativa que realizó con los niños de la comunidad y la incorporación de mujeres en lo que anteriormente fue reducto masculino, logrando así la diversidad y continuidad de esta importante tradición musical.

## Director
Actualmente el maestro y director de esta banda es el maestro Enrique Santamaría Baldonado, hijo mayor de Carlos Santamaría.
Enrique Santamaría terminó sus estudios en Medicina en el IPN en 1999, en el año 2002 recibe la batuta de manos de su padre, del maestro Carlos Santamaría Pedraza. El maestro Enrique preocupado por la calidad musical de su institución continúa con sus estudios, sin descuidar sus labores como director y en 2013 termina la Licenciatura en Música, estudio el cual le motivó para continuar y mejorar sus estrategias de enseñanza, es así como en 2015 culmina la Maestría en Pedagogía del Arte.
Enrique Santamaría heredero musical de la histórica Banda de Viento Brígido Santamaría de Tlayacapan, dedicado a formar nuevas generaciones de músicos, no solo en su comunidad sino también en otros municipios, preservado así la identidad cultural del estado de Morelos.

## Integrantes
Ya logrando incorporar el género femenino logra así la diversidad y continuidad de esta importante tradición, dicho esfuerzo ha llevado que esta institución musical tenga un alta participación comunitaria, que en su mayoría la integran jóvenes y niños.

## Repertorio
La Banda Brigido Santamaría cuenta con un repertorio amplio, conformado por marchas, oberturas, valses, pasos dobles, danzones, polkas, canciones, boleros, popurrís, de origen regional o externo y que sirven para las audiciones públicas en plazas o festejos cívicos, manteniendo siempre el mismo estilo tradicional que la identifica.

## Reconocimientos
En 1998 recibierón el "Premio Nacional de Ciencias y Artes" máximo reconocimiento que otorga la nación a aquellos mexicanos que con esfuerzo, trabajo y dedicación contribuyen al enriquecimiento del patrimonio cultural de México.
En 2008, la Global Quality Foundation (Organización Internacional con sede en Nueva York,U.S.A) otorgó el Galardón Internacional "EXCELSIS" por demostrar una Gestión de Excelencia en el desempeño de su labor artística.
Participaron en el proyecto de difusión de la música mexicana denominado "Viva México" bajo la batuta del director de orquesta español Luis Cobos
En 2003 se presentaron en el Palacio de Bellas Artes en el programa "México Puerta de las Américas", donde se presentó lo mejor de las artes escénicas de México y América Latina.

## Participaciones
- -Película La Valentina con María Félix
- -Programa despierta América, Univisión, Miami USA
- -Programa Especial 15 de septiembre, Cadena Teleamérica, Texas
- -Programa People & Arts, Discovery Channel
- -Telenovela Mirada de Mujer, Angélica Aragón. T.V. Azteca
- -Programa "Acústico" con Eugenia León, Canal 22. CONACULTA
- -Programa "Animal Nocturno" con Ricardo Rocha T.V. Azteca
- -"Tesoros de México" en la exclusiva Zona Diamante Acapulco, Guerrero
- -Festival Internacional, Centro Histórico Cd. de Campeche
- -2008 Semana de Morelos, Cámara de Diputados San Lázaro, Cd. de México
- -2009 Cervantino en Morelos/ Homenaje a Chavela Vargas, Tepoztlán
- -2015 Invitados de honor en el Festival Internacional Cervantino en 43 emisión.

## Trayectoria internacional
- -En 1995 en la República de Cuba, realizando conciertos en la Plaza de Armas, Teatro Mella, Embajada de México y La Habana Vieja.
- - En 1998 en Estados Unidos, realizando conciertos en Orlando, Florida, Miami, Disney World, y en el Centro Espacial Kennedy de la NASA.
- -En 1999 en el estado de Texas, dando conciertos en la ciudad de Dallas y participando en un programa de televisión de la cadena Tele América.
- -En el 2000 en el estado de California, realizando conciertos en Los Ángeles, San Francisco, San Rafael, Universidad de Califorinia, Museo de Arte Latino de Long Beach, Disney World, y en los Estudios Universal.
- -En el 2000 en la Exposición de Hannover, Alemania, donde inauguraron el día mundial dedicado a México y musicalizaron una de las versiones de la película del cineasta ruso Sergei Eisenstein que lleva por nombre "Que Viva México", además de realizar conciertos en diferentes foros de la Exposición.

## Discos Oficiales
- * 1969 "La Banda de Tlayacapan, Morelos"
- * 1992 "Bailes Populares"
- * 1992 "Danza de Chinelos, Sones y Jarabes para los toros"
- * 1998 "Banda de Tlayacapan"
- * 2000 "Premio Nacional de Ciencias y Artes 1998"
- * 2002 "Un paso al frente"
- * 2005 "Más de un siglo de tradición y cultura Vol. 1 y 2"

## Trabajo Actual
Actualmente se realizan intensas actividades de difusión, participación en las fiestas tradicionales más importantes de la República Mexicana, universidades, foros diplomáticos, programas de radio, televisión, cine nacional y eventos internacionales, actividades que han logrado su objetivo, sensibilizar a cada uno de sus integrantes de esta Institución musical, quienes participan arduamente en representaciones teatrales, proyectos culturales y en el rescate de tradiciones y costumbres del Tlayacapan Antiguo. La Banda "Brigido Santamaria" Considerada como una de las bandas más antiguas de México, a través de los años se ha consolidado como una de las instituciones culturales más representativas del estado de Morelos, encargadas de preservar, promover y difundir la música tradicional mexicana. Desde su fundación ha sido un elemento importante que identifica al pueblo de Tlayacapan. 
- Datos: Q10858245